# بيتسي تولوش
بيتسي تولوش (بالإنجليزية: Elizabeth "Bitsie" Tulloch)‏ ي الولايات المتحدة.

## أعمال

### أفلام
- (2008) ليكفيو تيراس[4]
- (2011) الفنان
- (2013) باركلاند
- (2015) ارتجاج في المخ[5]

### مسلسلات
- هاوس

## وصلات خارجية
- بيتسي تولوش على موقع IMDb (الإنجليزية)
- بيتسي تولوش على موقع ميتاكريتيك (الإنجليزية)
- بيتسي تولوش على موقع ميتاكريتيك (الإنجليزية)
- بيتسي تولوش على موقع روتن توميتوز (الإنجليزية)
- بيتسي تولوش على موقع قاعدة بيانات الأفلام العربية
- بيتسي تولوش على موقع قاعدة بيانات الأفلام العربية
- بيتسي تولوش على موقع قاعدة بيانات الأفلام العربية
- بيتسي تولوش على موقع ألو سيني (الفرنسية)
- بيتسي تولوش على موقع ميوزك برينز (الإنجليزية)
- بيتسي تولوش على موقع تيرنر كلاسيك موفيز (الإنجليزية)
- بيتسي تولوش على موقع تيرنر كلاسيك موفيز (الإنجليزية)